# Tremendo (grupo musical)
'Tremendo' fue una boy band argentina, surgida en 1984, que tuvo éxito en su país de origen y en Brasil.
El grupo Tremendo es una invención del productor porteño Fernando Falcon, gran conocedor del mercado fonográfico argentino. En 1984, decidió crear un grupo siguiendo el estilo de la boy band Menudo, ya que el éxito de los chicos puertorriqueños era notable en esa época. Para ello, comenzó a buscar en agencias de modelos, academias de danza e incluso publicó anuncios en periódicos en busca de jóvenes que pudieran formar el grupo que tenía en mente.
En total, cerca de 5 mil jóvenes respondieron a los anuncios y pudo encontrar a cinco de ellos. De entre ese grupo, eligió a Walter Martin (Walter), Gustavo Gabriel Blanco (Gustavo), Dario Fabio Cerasia (Dario), Teodoro Mário Varmazidis (Teo) y Carlos Mário Cazuza (Marito). Después de la selección, los elegidos recibieron clases de canto, danza, jazz y teatro. Un chico llamado Alex fue seleccionado como un "Sustituto Tremendo" en caso de que se terminaran contratos o alguno de los chicos de la formación oficial abandonara. Practicaba junto a Tremendo todas las canciones y presentaciones.
En 1984, el grupo comenzó a presentarse en varios programas de televisión en Argentina. Su primera presentación fue en el programa Sábados de la Bondad, del Canal 9 de Buenos Aires. El primer álbum, titulado Rock En La Piel, fue lanzado en diciembre de 1984 y dos meses después ya había vendido 75 mil copias en el país. Pocos meses después, obtuvieron su primer disco de oro en su país natal.
Con el éxito en Argentina, Falcon y la discográfica de Tremendo decidieron invertir en el mercado brasileño. Para ello, realizaron versiones en portugués de las canciones de su álbum debut, que serían incluidas en un álbum exclusivo para Brasil. En su primera visita al país, el grupo participó en casi todos los programas de variedades de la época, como Cassino do Chacrinha y Fantástico, siendo apadrinados por la TV Globo. Como resultado, dos canciones del álbum homónimo lanzado en Brasil, "Isto É Tremendo" y "We Can Change the World", se convirtieron en éxitos y se ubicaron entre las diez más populares en Río de Janeiro. La canción "We Can Change the World" incluso formó parte de la banda sonora internacional de la telenovela brasileña A Gata Comeu, de la TV Globo, en 1985. En agosto de 1985, comenzaron una gira de conciertos por varias ciudades de Brasil. En esa misma época, recibieron un disco de oro por superar las 100 mil copias vendidas.
En ese momento, lo que se destacaba en comparación con Menudo era que en las canciones se repartían las voces, cada uno de los cinco integrantes cantaba. Además, sus conciertos se realizaban con una banda en vivo y cantaban en directo, no usaban pistas de acompañamiento (playback).
Tras una temporada de conciertos en Brasil, regresaron a Argentina y grabaron la película Las aventuras de Tremendo. En la película, la hija de un millonario desea fervientemente que Tremendo actúe en su fiesta de cumpleaños para cantar y bailar. Viendo esto como una buena oportunidad, ella secuestra al empresario del grupo para conseguir lo que quiere. La película fue dirigida por Enrique Cahen Salaberry y contó con la participación de Tristán Díaz Ocampo, Fernando Siro, Mónica Gonzaga, Guido Gorgatti, José Corzo Gómez, Sebastián Miranda y Juancito Diaz.
El éxito siguió con ellos cuando lanzaron su cuarto álbum, Busquemos el amor, que marcó la separación y el fin del grupo. La separación ocurrió debido a una disputa con el productor Alejandro Romay. Romay pidió una mayor porcentaje del acordado para promocionar al grupo, pero los productores no aceptaron. Como resultado, Romay retiró al grupo de su programación televisiva, lo que resultó en una falta constante de exposición mediática. Debido a sus contratos, los miembros no podían aparecer en otros canales y, sin esa exposición en la televisión, les resultó difícil mantener su éxito. La única opción que tenían era organizar su propia despedida.

## Discografía

### Álbumes de estudio
| Canciones del álbum |
| --- |
| 1. Soy Tremendo 2. Te Pregunto Por Mi 3. Rock En La Piel 4. Cuando La Música Suena 5. Todos Bailan En La Fiesta 6. Sreet Dance 7. Solamente Pienso En Ti 8. Lejos Del Sol 9. Junitos Lo Encontraremos 10. Sos Como El Fuego |

| Canciones del álbum |
| --- |
| 1. La Chica Del Fans Club 2. Si Me Escribieras Una Carta 3. Este Mundo Que Inventamos 4. Nena, Haceme Mimos 5. Soy Tu Prisionero 6. Te Atrapare 7. Soy De Sangre Y Fuego 8. Poema Sin Final 9. Nosotros Cambiaremos El Mundo 10. Maria Llena De Amor |

| Canciones del álbum |
| --- |
| 1. Busquemos El Amor 2. Que Poco Y Nada 3. Que Pasa 4. Baila 5. Temblando 6. No Llores Mas 7. Samurái 8. Eres Una Caja De Sorpresas 9. Yo Que Soy Tremendo 10. No Es Tan Feo |

### Recopilaciónes brasileñas
| Canciones del álbum |
| --- |
| 1. Isso É Tremendo 2. Te Perguntou Por Mim 3. Rock En La Piel 4. Cuando La Música Suena 5. Juntos Lo Encontraremos 6. We Can Change The World 7. Penso Em Ti 8. Todos Dançam Nessa Festa 9. Longe Do Sol 10. Sos Com El Fuego |

| Canciones del álbum |
| --- |
| 1. Te Agarrarei 2. A Garota Do Fã Clube 3. Nena Haceme Mimos 4. O Mundo Que Inventamos 5. Soy Tu Prisionero 6. Save Me 7. Sangue E Fogo 8. Poema Sin Final 9. Maria Cheia De Amor 10. Si Me Escribieras Una Carta |